# Indianapolis 500 1995

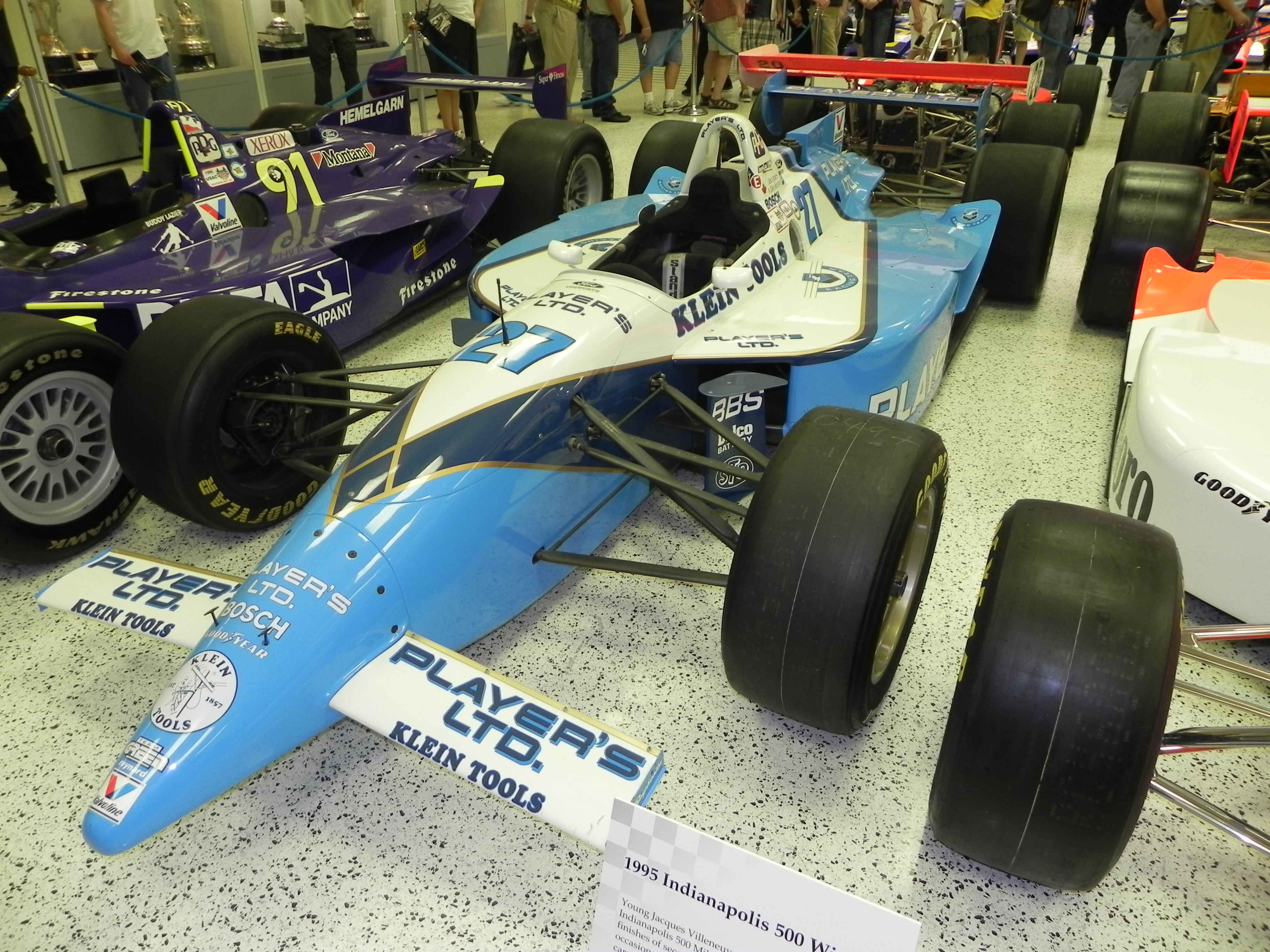
Das Siegerauto von 1995 des Team Green

Das 79. Indianapolis 500 (offiziell 79th Running of the Indianapolis 500) auf dem Indianapolis Motor Speedway fand am 28. Mai 1995 statt und ging über eine Distanz von 200 Runden à 4,023 km, was einer Gesamtdistanz von 804,672 km entspricht.

## Bericht
Mit einem schweren Unfall begann das Rennen, als Stan Fox im Mittelfeld von der Ideallinie abkam und mit Eddie Cheever kollidierte. Fox prallte so heftig in die Außenmauer, dass die Verkleidung des Autos komplett abgerissen wurde. Der Fahrer hing nur noch angegurtet im Sitz und das Schlimmste musste befürchtet werden. Ebenfalls in den Unfall verwickelt waren Lyn St. James und Carlos Guerrero, beide blieben unverletzt. Gil de Ferran überfuhr einige Trümmerteile und musste zur Box fahren wegen eines Aufhängungsschadens. Wegen einer Kopfverletzung lieferte man Fox ins Krankenhaus ein, erstaunlich war, dass der Verunfallte keine schweren Verletzungen hatte an Armen und Beinen. Trotzdem dauerte die Erholungszeit mehrere Monate und er bestritt danach keine Autorennen mehr. Nach 10 Runden Gelb wurde das Rennen wieder freigegeben. Der bis dahin führende Scott Goodyear wurde von Arie Luyendyk überholt. In der 37. Runde musste das Rennen neutralisiert werden, weil Luyendyk die Kopfstütze verlor und diese auf der Rennstrecke liegen blieb. Die meisten Fahrer nutzten dies aus und absolvierten einen Boxenstopp. Als die grünen Flaggen wieder herauskamen, führte Jacques Villeneuve das Rennen an. Da Villeneuve ein Problem hatte beim Tanken und er das Safety-Car (auch Pace-Car genannt in den USA) zweimal überholte, bekam er eine Strafe, die ihn bis auf den 27. Platz zurückwarf. In der ersten Hälfte der zu absolvierenden 200 Runden führte Michael Andretti das Rennen 45 Runden lang an. In der 77. Runde lag Mauricio Gugelmin vor Andretti, als Gugelmin zu den Boxen abbog und langsamer wurde, wollte Andretti außen an ihm vorbeifahren. Sein Auto kam ins Rutschen und er streifte die Mauer, an seiner Box wurde ein Aufhängungsschaden festgestellt und Andretti kletterte aus dem Auto. Zeitgleich gab es eine weitere Gelbphase, weil Scott Sharp die Außenmauer touchierte. Als in Runde 84 das Fahrerfeld wieder das Renntempo aufnahm, hatte der vorher zwei Runden zurückliegende Villeneuve eine Runde davon bereits aufgeholt und er lag auf dem 20. Rang. In der 124. Runde blieb Andre Ribeiro mit einem Schaden an der Elektrik auf der Rennstrecke stehen. Nach dieser Gelbphase hatte Villeneuve auch seine zweite Runde Rückstand aufgeholt und er lag auf dem 12. Platz. An der Spitze waren mittlerweile Jimmy Vasser, Scott Pruett und Goodyear. Villeneuve lag nach 157 Rennrunden zum ersten Mal in Führung, als Vasser und die folgenden Fahrer zu einem weiteren Stopp an die Boxen fuhren. Nach einem Unfall von Davy Jones kam Villeneuve unter Gelb zum Boxenstopp. Danach führte Vasser, der die Führung aber an Pruett abgeben musste. Vasser beendete sein Rennen nach einem Unfall, bei dem er in eine Mauer prallte. Beim folgenden Restart behielt Pruett bis in die 176. Runde die Führung, bevor ihn Goodyear ablöste an der Spitze. In der 184. Runde führte Goodyear weiterhin, als der zweitplatzierte Pruett die Außenmauer touchierte, sich drehte und heftig mit dem Heck an die Innenmauer der Kurve 2 anschlug. Unter Gelb lag Goodyear vor Villeneuve, Eliseo Salazar und Christian Fittipaldi in Führung. In der 190. Runde schwenkten die Streckenposten die grünen Flaggen und die Fahrer beschleunigten wieder ins Renntempo. Beim Restart kollidierten einige Fahrer beinahe mit dem Safety-Car, da Goodyear zuerst eine größere Lücke offenließ, dann aber zu früh aufs Gas drückte und deshalb das Fahrerfeld das Sicherheitsfahrzeug in Kurve 4 des Ovals bereits wieder einholte. Nur mit viel Glück passierten keine Kollisionen. Kurz darauf gab die Rennleitung Goodyear eine Stop-and-Go-Strafe, weil er beim Restart das Safety-Car überholt hatte. Gemäß Reglement hatte Goodyear fünf Runden Zeit, um die Strafe zu egalisieren, dies machte er nicht, was eine Disqualifikation nach sich zog. Nach den regulären 200 Runden Renndistanz wurde Villeneuve zum Sieger erklärt, Fittipaldi war auf dem zweiten Rang und Bobby Rahal komplementierte das Siegerpodest.

## Startaufstellung
| Reihe | Innen | Innen            | Mitte | Mitte               | Außen | Außen                |
| ----- | ----- | ---------------- | ----- | ------------------- | ----- | -------------------- |
| 1     | 60    | Scott Brayton    | 40    | Arie Luyendyk       | 24    | Scott Goodyear       |
| 2     | 6     | Michael Andretti | 27    | Jacques Villeneuve  | 18    | Maurício Gugelmin    |
| 3     | 5     | Robby Gordon     | 20    | Scott Pruett        | 12    | Jimmy Vasser         |
| 4     | 25    | Hiro Matsushita  | 91    | Stan Fox            | 31    | André Ribeiro        |
| 5     | 21    | Roberto Guerrero | 14    | Eddie Cheever       | 33    | Teo Fabi             |
| 6     | 3     | Paul Tracy       | 34    | Alessandro Zampedri | 17    | Danny Sullivan       |
| 7     | 8     | Gil de Ferran    | 54    | Hideshi Matsuda     | 9     | Bobby Rahal          |
| 8     | 11    | Raul Boesel      | 80    | Buddy Lazier        | 7     | Eliseo Salazar       |
| 9     | 10    | Adrian Fernández | 19    | Éric Bachelart      | 15    | Christian Fittipaldi |
| 10    | 90    | Lyn St. James    | 22    | Carlos Guerrero     | 41    | Scott Sharp          |
| 11    | 16    | Stefan Johansson | 77    | Davy Jones          | 4     | Bryan Herta          |

## Klassifikationen

### Endresultat
| Pos. | Start | Nr. | Name                     | Team                   | Chassis     | Motor            | R | Rd. | Ausfall      | Führungsrunden | Punkte |
| ---- | ----- | --- | ------------------------ | ---------------------- | ----------- | ---------------- | - | --- | ------------ | -------------- | ------ |
| 1    | 5     | 27  | Jacques Villeneuve       | Team Green             | Reynard 95I | Ford-Cosworth XB | G | 200 |              | 15             | 20     |
| 2    | 27    | 15  | Christian Fittipaldi (R) | Walker Racing          | Reynard 95I | Ford-Cosworth XB | G | 200 |              |                | 16     |
| 3    | 21    | 9   | Bobby Rahal (W)          | Rahal/Hogan Racing     | Lola T9500  | Mercedes-Benz    | G | 200 |              | 1              | 14     |
| 4    | 24    | 7   | Eliseo Salazar (R)       | Dick Simon Racing      | Lola T9500  | Ford Cosworth XB | G | 200 |              |                | 12     |
| 5    | 7     | 5   | Robby Gordon             | Walker Racing          | Reynard 95I | Ford-Cosworth XB | G | 200 |              | 1              | 10     |
| 6    | 6     | 18  | Maurício Gugelmin        | PacWest Racing         | Reynard 95I | Ford-Cosworth XB | G | 200 |              | 59             | 9      |
| 7    | 2     | 40  | Arie Luyendyk (W)        | Team Menard            | Lola T9500  | Menard V-6       | G | 200 |              | 7              | 6      |
| 8    | 15    | 33  | Teo Fabi                 | Forsythe Racing        | Reynard 95I | Ford-Cosworth XB | G | 199 |              |                | 5      |
| 9    | 18    | 17  | Danny Sullivan (W)       | PacWest Racing         | Reynard 95I | Ford-Cosworth XB | G | 199 |              |                | 4      |
| 10   | 10    | 25  | Hiro Matsushita          | Arciero/Wells Racing   | Reynard 95I | Ford-Cosworth XB | F | 199 |              |                | 3      |
| 11   | 17    | 34  | Alessandro Zampedri (R)  | Payton/Coyne Racing    | Lola T9400  | Ford-Cosworth XB | F | 198 |              |                | 2      |
| 12   | 13    | 21  | Roberto Guerrero         | Pagan Racing           | Reynard 94I | Mercedes-Benz    | G | 198 |              |                | 1      |
| 13   | 33    | 4   | Bryan Herta              | Chip Ganassi Racing    | Reynard 95I | Ford-Cosworth XB | G | 198 |              |                |        |
| 14   | 3     | 24  | Scott Goodyear           | Tasman Motorsports     | Reynard 95I | Honda            | F | 195 |              | 42             |        |
| 15   | 20    | 54  | Hideshi Matsuda          | Beck Motorsports       | Lola T9400  | Ford-Cosworth XB | F | 194 |              |                |        |
| 16   | 31    | 16  | Stefan Johansson         | Bettenhausen Racing    | Reynard 94I | Ford-Cosworth XB | G | 192 |              |                |        |
| 17   | 1     | 60  | Scott Brayton            | Team Menard            | Lola T9500  | Menard V-6       | G | 190 |              |                | 1      |
| 18   | 12    | 31  | André Ribeiro (R)        | Tasman Motorsports     | Reynard 95I | Honda            | F | 187 |              |                |        |
| 19   | 8     | 20  | Scott Pruett             | Patrick Racing         | Lola T9500  | Ford-Cosworth XB | F | 184 | Unfall       | 8              |        |
| 20   | 22    | 11  | Raul Boesel              | Rahal/Hogan Racing     | Lola T9500  | Mercedes-Benz    | G | 184 | Ölzufuhr     | 2              |        |
| 21   | 25    | 10  | Adrian Fernández         | Galles Racing          | Lola T9500  | Mercedes-Benz    | G | 176 | Motor        |                |        |
| 22   | 9     | 12  | Jimmy Vasser             | Chip Ganassi Racing    | Reynard 95I | Ford-Cosworth XB | G | 170 | Unfall       | 20             |        |
| 23   | 32    | 77  | Davy Jones               | Dick Simon Racing      | Lola T9500  | Ford-Cosworth XB | G | 161 | Unfall       |                |        |
| 24   | 16    | 3   | Paul Tracy               | Newman/Haas Racing     | Lola T9500  | Ford-Cosworth XB | G | 136 | Elektrik     |                |        |
| 25   | 4     | 6   | Michael Andretti         | Newman/Haas Racing     | Lola T9500  | Ford-Cosworth XB | G | 77  | Aufhängung   | 45             |        |
| 26   | 30    | 41  | Scott Sharp              | A. J. Foyt Enterprises | Lola T9500  | Ford-Cosworth XB | G | 74  | Unfall       |                |        |
| 27   | 23    | 80  | Buddy Lazier             | Team Menard            | Lola T9500  | Menard V-6       | G | 45  | Benzinzufuhr |                |        |
| 28   | 26    | 19  | Éric Bachelart           | Payton/Coyne Racing    | Lola T9400  | Ford-Cosworth XB | F | 6   | Defekt       |                |        |
| 29   | 19    | 8   | Gil de Ferran (R)        | Jim Hall Racing        | Reynard 95I | Mercedes-Benz    | G | 1   | Unfall       |                |        |
| 30   | 11    | 91  | Stan Fox                 | Hemelgarn Racing       | Reynard 95I | Ford-Cosworth XB | F | 0   | Unfall       |                |        |
| 31   | 14    | 14  | Eddie Cheever            | A. J. Foyt Enterprises | Lola T9500  | Ford-Cosworth XB | G | 0   | Unfall       |                |        |
| 32   | 28    | 90  | Lyn St. James            | Dick Simon Racing      | Lola T9500  | Ford-Cosworth XB | G | 0   | Unfall       |                |        |
| 33   | 29    | 22  | Carlos Guerrero (R)      | Dick Simon Racing      | Lola T9500  | Ford-Cosworth XB | G | 0   | Unfall       |                |        |

G Goodyear Reifen F Firestone Reifen / Gelbphasen: 9 für 58 Rd.

## Führungsrunden
| Fahrer             | Team                | Anzahl |
| ------------------ | ------------------- | ------ |
| Maurício Gugelmin  | PacWest Racing      | 59     |
| Michael Andretti   | Newman/Haas Racing  | 45     |
| Scott Goodyear     | Tasman Motorsports  | 42     |
| Jimmy Vasser       | Chip Ganassi Racing | 20     |
| Jacques Villeneuve | Team Green          | 15     |
| Scott Pruett       | Patrick Racing      | 8      |
| Arie Luyendyk      | Team Menard         | 7      |
| Raul Boesel        | Rahal/Hogan Racing  | 2      |
| Bobby Rahal        | Rahal/Hogan Racing  | 1      |
| Robby Gordon       | Walker Racing       | 1      |